# Опатув (гміна, Клобуцький повіт)
Гміна Опатув (пол. Gmina Opatów) — сільська гміна у південній Польщі. Належить до Клобуцького повіту Сілезького воєводства.
Станом на 31 грудня 2011 у гміні проживало 6878 осіб.

## Територія
Згідно з даними за 2007 рік площа гміни становила 73.54 км², у тому числі:
- орні землі: 87.00%
- ліси: 7.00%

Таким чином, площа гміни становить 8.27% площі повіту.

## Населення
Станом на 31 грудня 2011:
| Опис     | Загалом | Загалом | Чоловіки | Чоловіки | Жінки | Жінки |
| -------- | ------- | ------- | -------- | -------- | ----- | ----- |
| одиниця  | осіб    | %       | осіб     | %        | осіб  | %     |
| все      | 6878    | 100     | 3406     | 49.52    | 3472  | 50.48 |
| міське   | 0       | 100     | 0        |          | 0     |       |
| сільське | 6878    | 100     | 3406     | 49.52    | 3472  | 50.48 |

## Сусідні гміни
Гміна Опатув межує з такими гмінами: Вренчиця-Велька, Клобуцьк, Кшепіце, Ліпе, Медзьно, Панкі, Попув.